# Shuttle (badminton)

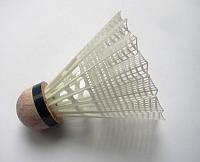
Nylon shuttle

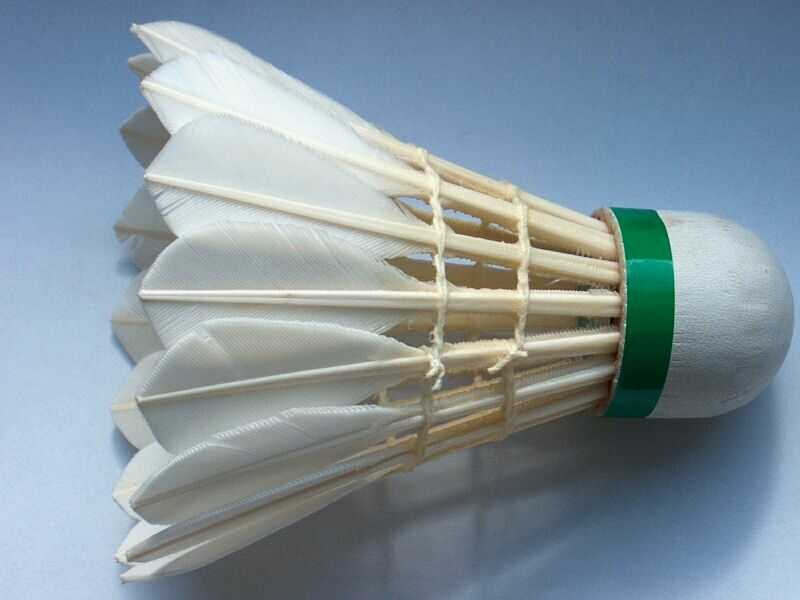
Veren shuttle

Shuttle is de jargon-benaming van het gevederde balletje dat bij badminton gebruikt wordt. Badmintonshuttles bestaan in verschillende soorten en er zijn tientallen merken.

## Eigenschappen
De shuttles moeten net als een badmintonracket aan bepaalde eisen voldoen en daarom heeft iedere shuttle ongeveer dezelfde eigenschappen. Het gewicht van een shuttle moet tussen 4,74 en 5,50 gram liggen. De lengte van de veertjes moeten tussen de 62 en 70 mm liggen, daarnaast moet de diameter aan de bovenkant tussen de 58 en 68 mm zijn. De laatste beperking is dat de dop van een shuttle een bolle onderkant moet hebben en een diameter tussen 25 en 28 mm.

## Veren of nylon
Er wordt met verschillende soorten shuttles gespeeld, namelijk met nylon en veren shuttles.

### Nylon shuttles
Een voordeel aan de nylon shuttle is dat deze minder snel stuk gaat in vergelijking met de veren shuttle. Nylon shuttles zijn daarentegen minder nauwkeurig. De snelheid van nylon shuttles kan niet worden aangepast en daarom zijn er drie snelheden verkrijgbaar.
| Overzicht van verschillende nylon shuttles |       | |
| Snelheid                                   | Kleur | Eigenschappen/Bijzonderheden                                                                                                |
| Traag                                      | Groen | De traagste shuttle. Vaak gebruikt bij de jeugd en lage senioren.                                                           |
| Medium                                     | Blauw | De gemiddelde shuttle. Wordt gebruikt door de hogere junioren en de hoge regionale senioren.                                |
| Snel                                       | Rood  | Wordt eigenlijk niet gebruikt, de klasse waar deze shuttle gebruikt kan worden wordt veelal al met veren shuttles gespeeld. |

### Veren shuttles
De veren shuttles hebben dezelfde regels als de nylon shuttles, ze moeten uit 16 veertjes bestaan. Meestal zijn dit ganzenveren. De veren shuttle is in vergelijking met de nylon shuttle een stuk sneller, vergelijkbaar met rood en blauw bij de nylon shuttle. Naast de snelheid bij de veren shuttle heeft de badmintonspeler veel meer controle en gevoel met de veren shuttle. Een nadeel van de veren shuttle is dat hij sneller kapot gaat dan de nylon variant. Dit kan van invloed zijn op de vliegbaan van de shuttle. De snelheid van een veren shuttle kan aangepast worden door de tipjes van veertjes naar binnen of buiten te buigen. Bij voorkeur komen de veertjes van één shuttle alleen van rechtervleugels of alleen van linkervleugels, en niet gemengd, omdat er een klein verschil in vorm is.

## Shuttletest
Om een shuttle te testen of hij goed werkt wordt er door spelers een shuttletest uitgevoerd. Bij een shuttletest wordt een shuttle met een onderhandse slag boven de achterlijn naar de overkant geslagen. Een goede shuttle moet tussen 530 mm en 990 mm vóór de tegenoverliggende achterlijn neerkomen.

## Trivia
- De hoogste snelheid met een shuttle behaald is 421 km/h, dit werd behaald door de Maleisiër Tan Boon Heong. Hij gaf in een proefopstelling de hoogst gemeten snelheid ooit aan, deze is ook opgenomen in het Guinness Book of World Records.[5]